# 헛개나무

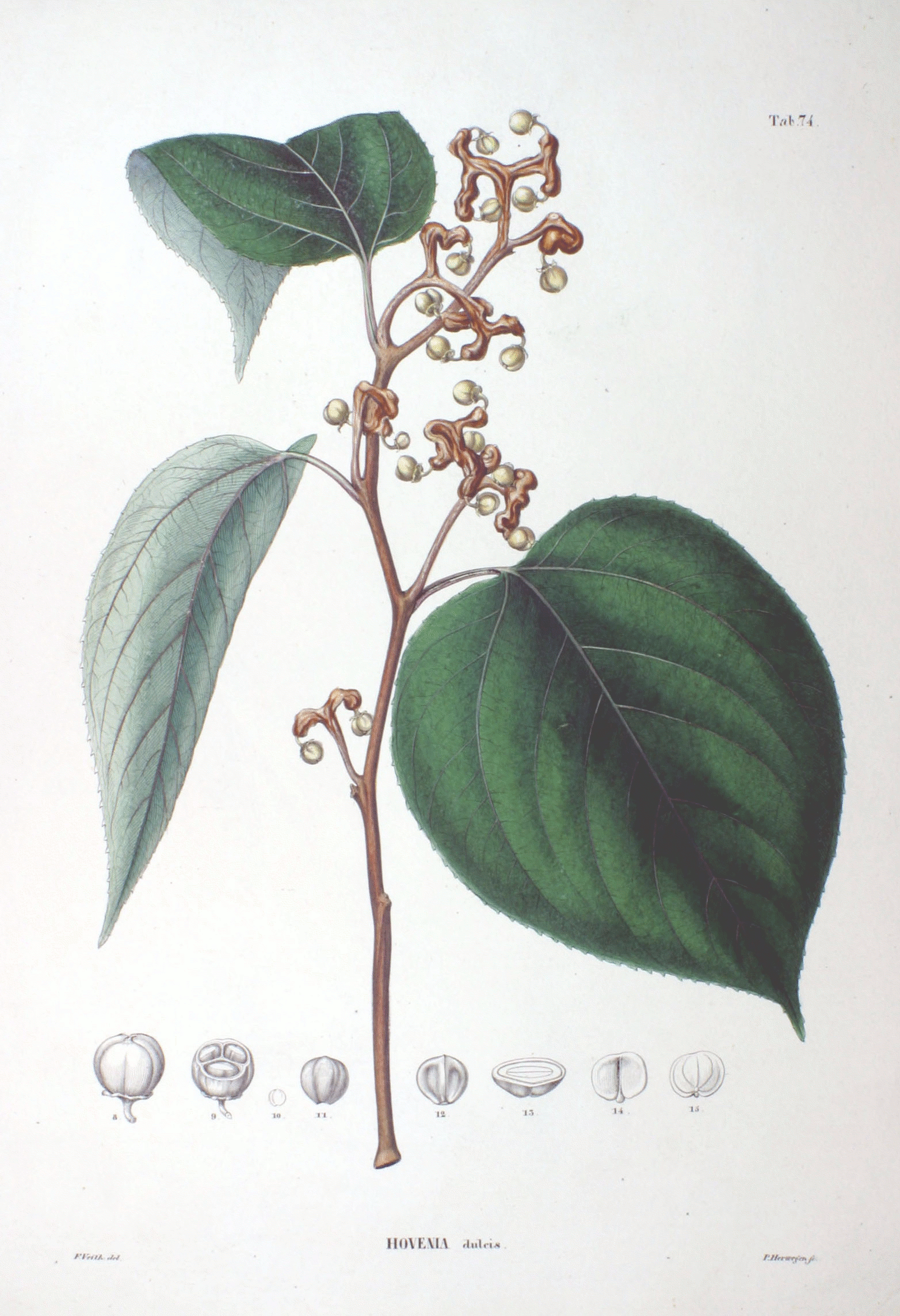
헛개나무

헛개나무(학명: Hovenia dulcis, 영어: Japanese raisin tree, oriental raisin tree)는 볼게나무, 호리께나무 또는 지구자나무라고도 불리며, 식물계의 피자식물문(쉬운 말로 속씨식물문이라고도 한다.)의 쌍자엽식물강(쉬운 말로 쌍떡잎식물강이라고도 한다.)의 갈매나무목(Rhamnales)의 갈매나무과(Rhamnaceae)의 헛개나무속(Hovenia)에 속한다. 한자 이름인 지구자(枳椇子), 괴조(拐棗), 목밀(木蜜), 목산호(木珊瑚) 등은 모두 헛개나무를 말한다. 그만큼 사람들의 관심이 많았고, 널리 이용된 나무임을 알 수 있다. 헛개나무는 갈매나무과라는 그리 크지 않은 식솔을 거느린 집안 출신으로 잘 알려진 대추나무, 독특한 세포배열을 가진 갈매나무, 우리나라에 자라면서 세계적으로 희귀한 망개나무 등 좀 특별한 나무들과 사촌쯤 된다

## 특징

### 종류
낙엽(落葉)이 지고 넓은 잎을 가진 활엽수(闊葉樹)이며 평균적으로 높이가 10~17m로 8m를 넘으므로 교목(喬木)에 속한다.

### 서식
중부 이남의 깊은 산이나 높은 산까지 50~800m에서 고지의 자갈이 많은 곳이나 계곡가 양지 쪽에 주로 자라며 일본과 중국 등에도 분포한다. 꽃은 6-7월 피며, 열매는 10월에 익는다.

### 생김새
넓은 잎 큰키나무로 줄기가 곧으면서도 조금 굽어져서 키 10~17m 정도로 자란다. 보통은 10m 정도 된다. 가지가 위로 뻗어 위쪽이 둥그스름해진다. 줄기껍질이 논바닥처럼 갈라지고 열매가 울룩불룩하다. 지름이 한 아름이나 자랄 수 있는 큰 나무다. 목재는 연한 갈색을 띠고, 아름다운 무늬를 갖고 있으며 단단하기까지 하다. 잎은 어긋나기로 달리고, 커다란 타원형으로 손바닥 크기만 하며, 가장자리에 둔한 톱니가 있다. 꽃은 흰빛의 작은 꽃이며, 초여름에 꽃대의 아래에서부터 시작하여 위로 피어 올라간다.
- 잎

가지에 길이 8~15cm 정도의 잎이 어긋나게 달린다. 끝은 뾰족한 타원형이며 가장자리에 둔한 톱니가 있다. 좌우의 잎맥은 3~5쌍이다. 앞면에 털이 없다. 뒷면은 연한 녹색을 띠고 잎맥에 잔털이 있거나 없다. 가을에 노랗게 물든다.
- 꽃

6~7월에 가지 끝이나 잎 달린 자리에 녹색 빛 도는 흰색으로 핀다. 끝마다 마주 갈라지는 꽃대가 나와 각 마디와 끝에 지름 7mm 정도의 꽃이 달린다. 한 꽃에 암술과 수술이 함께 나오며 암술은 1개, 수술은 5개다. 꽃잎은 5장이다.
- 열매

9~10월에 열매자루가 울룩불룩하게 살이 찐 지름 8mm 정도의 작은 단지 모양의 열매가 검붉은 색으로 여문다. 단단한 핵으로 싸인 씨앗이 있으며 달다. 겨울에도 가지에 매달려 있다. 열매의 모양은 그만이 갖는 특별함이 있다. 열매는 갈색이 돌며 굵은 콩알만 한 크기로 열리는데, 이를 받치고 있는 열매자루가 멋대로 부풀어 서로 연결되어 괴상하게 생겼다. 열매가 익을 무렵이면 열매자루는 새끼손가락 굵기 정도로 굵어지면서 울퉁불퉁하고 꾸불꾸불한 갈색의 꽈배기 모양으로 서로 뒤엉켜 있다. 동그란 열매는 어디에 숨었는지 찾기 어렵다.
- 줄기껍질

어린 나무는 갈색이나 회갈색을 띠고 밋밋하다. 묵을수록 어두운 갈색이 되고 논바닥처럼 직사각형으로 거칠게 갈라진다.
- 줄기 속

가장자리는 노란빛 도는 밝은 갈색을 띠며 안쪽에 노란 갈색의 넓은 심이 있다. 한가운데에는 흰 갈색의 작고 무른 속심이 있다. 속껍질은 노란 갈색을 띠며 독성이 있다. 비교적 연한 편이다.
- 가지

햇가지는 갈색빛 도는 녹색을 띠다가 점차 갈색이 된다. 묵으면 회갈색을 띤다.
- 겨울눈

아래가 넓고 가운데가 불룩한 넓은 원뿔 모양이다. 갈색을 띠며 허연 잔털로 덮여 있다.

## 헛개나무의 이용
헛개나무 과병(열매자루)에서 추출한 열매의 활성 화합물이 숙취 해소, 간경화 방지 등에 효과가 있다.

### 이용 방법
어린잎을 데쳐서 쌈으로 먹거나 생것을 소금물에 삭혔다가 장아찌를 담가 먹는다. 또한 추출액과 분말 등을 이용한 다양한 식료품(음료, 차, 환, 국수 등)이 있다. 열매는 한약재로 이용하며, 민간에서 잎, 줄기 및 열매로 만든 차를 황달, 지방간, 간경화증, 위장병 및 대장염 등에 사용한다.
- 열매자루열매자루는 불규칙하게 울툭 불툭 살이 쩠으며 닮으로 먹을 수 있으며 술을 썩히는 작용이 있다고 한다.
- 열매자루는 달기 때문에 식용으로 하고 과주를 담그기도 하며 약용으로 주독을 제거하는데 쓰이므로 경제성이 있는 나무이다.
- 다육성의 果柄(과병)이 붙은 과실이나 종자는 지구자, 根(근)은 지구근, 나무껍질은 지구목피, 수간중의 液汁(액즙)은 지구목즙, 잎은 지구엽이라 하며 약용한다.
- 목재는 건축재, 기구재, 악기재, 선박재, 조각재 등 용도가 다양하다.
- 공원수,녹음수,가로수로 개발하면 좋다.

### 효능
'지구자’라는 생약명으로 알려진 이 열매는 비록 모양은 형편없이 못생겼지만 은은한 향기에 달콤하기까지 하며, 그 속에는 간에 좋은 성분을 함유하고 있다. 이것이 바로 헛개나무가 유명해진 이유다. 《본초강목》에 술을 썩히는 작용이 있다고 하며 생즙은 술독을 풀고 구역질을 멎게 한다고 하였다. 목재는 건축재 ·가구재 ·악기재 등으로 사용한다.
- 주독 해독 및 간 보호

지구자(헛개나무 열매)에는 술독을 푸는 효능이 있는데 술을 마시기 전에 복용하면 술을 마신 후에 복용하는 것보다 효과가 더욱 좋다. 혈액 중의 에탄올 농도와 에탄올 대사물의 배출량을 낮춰 주며 에탄올로 유도된 수면시간을 단축시키고 말론디알데하이드(MDA)의 함량을 낮춰 준다. 동시에 글루타치온과산화효소(GSH-Px)의 활성을 제고시킬 수 있다. 지구자의 알칼로이드는 에탄올로 야기된 간 손상을 뚜렷하게 길항할 수 있는데 플라보노이드가 보조적 역할을 한다. 지구자의 플라보노이드와 암펠롭신은 에탄올로 유도된 근육이완작용을 억제할 수 있다.
지구자의 물 추출물은 사염화탄소(CCl4)로 유발된 Mouse의 간 손상에 대해 보호작용이 있고 CCl4로 유발된 알라닌아미노기전이효소(ALT), 아스파트산아미노기전달효소(AST), 젖산탈수소효소(LDH) 등의 이상수치를 정상화할 수 있음과 동시에 콜레스테롤과 중성지방(TG)을 감소시킬 수 있다. 또 CCl4로 유도된 체외배양 간세포의 AST 상승을 억제하는 작용이 있다. 지구자의 메탄올 추출물은 D-갈락토사민/지질다당(LPS)으로 유도된 실험성 간 손상에도 보호작용이 있다.
- 항산화

지구자의 호모게네이트를 위에 주입하면 Mouse의 혈청, 간, 신장, 뇌조직 중의 MDA 함량을 감소시킬 수 있는데 뚜렷한 용량 의존성이 있으므로 고용량을 사용하여 Mouse의 혈청, 간, 신장, 뇌조직 중의 MDA의 함량을 대조군과 비교하여 각각 34%, 70%, 9.2%, 26%가량 낮출 수 있다. 그 밖에 Mouse의 간, 신장, 뇌조직 중의 슈퍼옥시드디스무타아제 활성을 제고할 수 있다.
- 혈당강하

지구자의 물 추출물을 알록산으로 인해 당뇨병에 걸린 Mouse에게 주입하면 혈당을 낮출 수 있다. 중 · 저용량은 Mouse의 간당원 함량을 상승시킬 수 있다.
- 항종양

지구자의 물 추출물은 in vitro에서 세포독성작용이 있으며 종양억제작용이 있다. 또한 지구자의 물 추출물은 in vitro의 인체간암세포 Bel-7402의 생장을 억제하는데 반수억제농도(ID50)는 14.0mg/mL이다. 체내에 지구자의 물 추출물을 주입하면 Mouse의 간암에 억제작용이 있다.
- 적응력 강화

지구자의 물 추출물을 실험용 쥐에게 주입하면 내한(-5°C)과 내열 기능(50°C)을 제고함과 동시에 실험용 쥐의 유영시간과 장대오르기시간을 연장할 수 있다.
- 혈압강하

지구자의 물 추출물과 부탄올 추출물 수용액을 정맥에 주사하면 지구자의 정상 및 마취된 고양이의 동맥혈압을 낮출 수 있다. 이는 농도 의존성을 띠며 사용량에 따라 지구자의 부탄올 추출물 수용액의 효력은 비교적 강해진다. 또한 정맥주사로 유발된 혈압강하 지속시간을 단축시킬 수 있는 반면 지구자의 에틸아세테이트 추출물 수용액은 동맥혈압에 대해 아무런 영향도 없다.
- 기타

지구자의 에탄올 추출물 수용액은 식욕을 뚜렷하게 억제시키고 체중을 감소시킬 수 있다. 호베니둘시오사이드는 사람의 스트레스성 위궤양에 뚜렷한 억제작용이 있다. 그 밖에 지구자에는 이뇨와 항돌연변이작용이 있다.